# Challenge Regensburg
Die Challenge Regensburg ist ein Triathlon-Wettkampf auf der Langdistanz (3,86 km Schwimmen, 180,2 km Radfahren und 42,195 km Laufen), der 2016 und 2017 in Regensburg ausgetragen wurde.

## Organisation
Dieser Wettkampf war Teil der Challenge-Family-Weltserie und die Erstaustragung erfolgte am 14. August 2016. Das Rennen war aufgrund eines Veranstalterwechsels eine Nachfolgeveranstaltung des Ironman Regensburg, der hier von 2010 bis 2013 stattgefunden hatte. Dieser Challenge-Wettkampf wurde von der „Purendure Event GmbH“ veranstaltet, deren Inhaber die Triathletin Sonja Tajsich und ihr Mann Thomas waren.
Für den 13. August 2017 hatte der nationale Dachverband Deutsche Triathlon Union die Austragung der deutschen Meisterschaften über die Langdistanz an die Veranstalter des Challenge Regensburg vergeben und das Starterfeld wurde auf 1000 Anmeldungen begrenzt: 600 Einzelstartplätze, 300 Challenge For-Two-Teams sowie 100 Staffeln. 

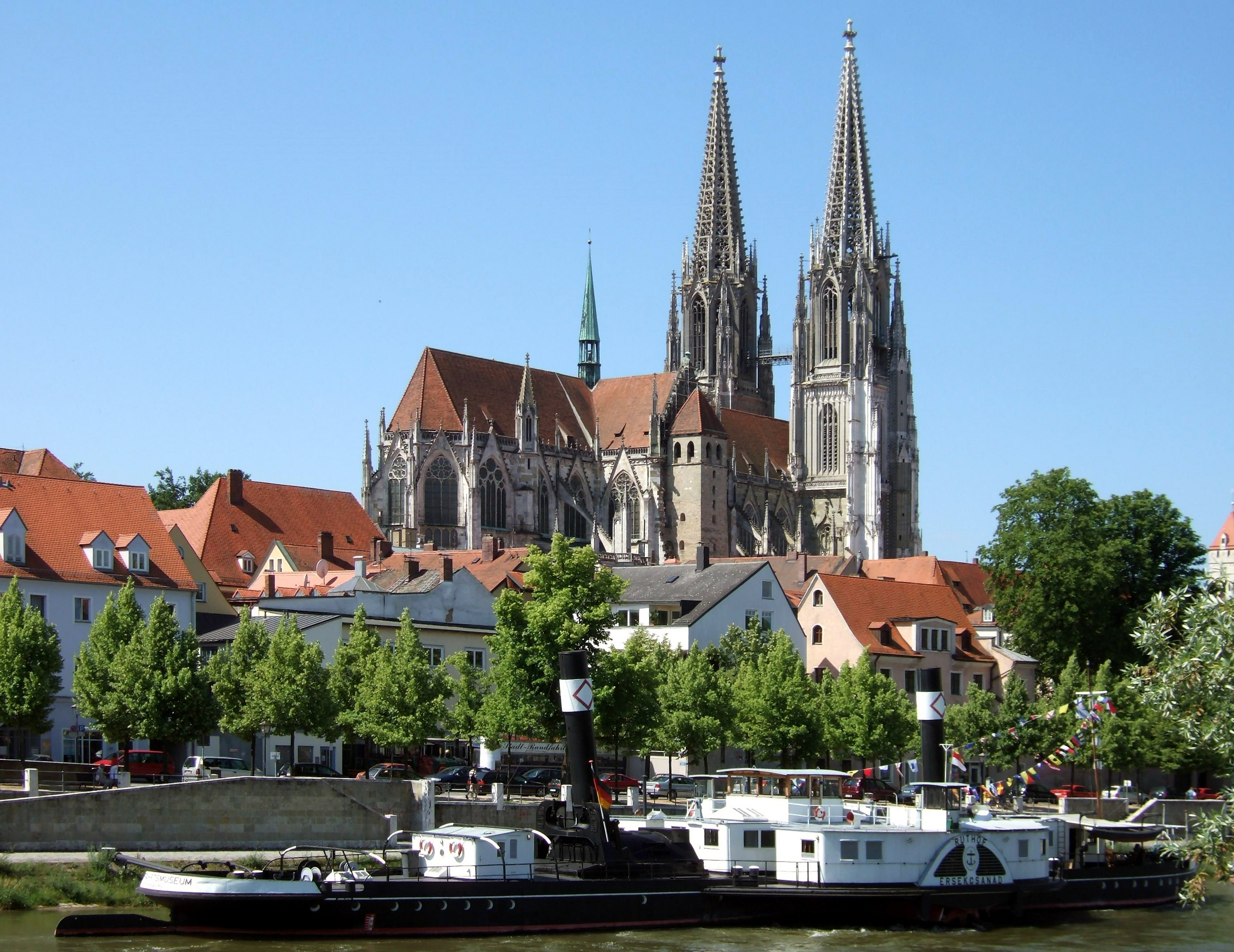
Blick auf die Regensburger Altstadt mit dem Dom

Den Streckenrekord halten seit 2017 Jan Raphael mit 8:02:32 Stunden und bei den Frauen Diana Riesler mit 8:51:02 Stunden.
Die Austragung der ursprünglich für den am 12. August 2018 geplanten ETU-Europameisterschaft auf der Langdistanz bei der Challenge Regensburg wurde im November 2017 von der ETU abgesagt. Im Dezember 2017 musste die Purendure Events GmbH & Co. KG Insolvenz anmelden und die geplante Austragung für 2018 absagen.

## Streckenverlauf
- Das Schwimmen beim Challenge Regensburg erfolgte im Guggenberger See: In dem zwölf Kilometer außerhalb von Regensburg gelegenen Naherholungsgebiet werden die 3,86 Schwimmkilometer bewältigt.

- Die Radstrecke über 180,2 km führte bei der Erstaustragung 2016 dann auf zwei Runden durch den Naturpark Bayerischer Wald und weist etwa 1500 Höhenmeter auf. 2017 wurden auf der neuen Radstrecke drei statt zwei Runden gefahren. Die neue Strecke verlief mit insgesamt 600 Höhenmetern flacher als bei der Erstaustragung 2016.[9]

- Der abschließende Marathon auf einer vierrundigen Laufstrecke lag im Zentrum Regensburgs. Die Strecke führt entlang der Donau und durch die Gassen der Altstadt, bevor sie im Bereich des Regensburger Doms St. Peter durch das Ziel führte.[10][11]

## Siegerliste
| Datum/Jahr    | Männer               | Männer         | Männer        | Frauen             | Frauen            | Frauen        |
| Datum/Jahr    | Erster Platz         | Zweiter Platz  | Dritter Platz | Erster Platz       | Zweiter Platz     | Dritter Platz |
| ------------- | -------------------- | -------------- | ------------- | ------------------ | ----------------- | ------------- |
| 13. Aug. 2017 | Jan Raphael -2- (SR) | Sebastian Neef | Chris Fischer | Diana Riesler (SR) | Simona Křivánková | Erika Csomor  |
| 14. Aug. 2016 | Jan Raphael -1-      | Chris Fischer  | Matic Modic   | Julia Viellehner   | Erika Csomor      | Silvia Felt   |

| Deutsche Meisterschaft auf der Langdistanz |

(SR – Streckenrekord)